# روسینیس
این روستا در منطقه اداری گمینا Wizna، در  شهرستان لومژا، استان پودلاسکی، در شمال شرقی لهستان است.